# Rho Serpentis
Rho Serpentis ( Serpentis) é uma estrela na direção da constelação de Serpens. Possui uma ascensão reta de 15h 51m 15.94s e uma declinação de +20° 58′ 40.4″. Sua magnitude aparente é igual a 4.74. Considerando sua distância de 395 anos-luz em relação à Terra, sua magnitude absoluta é igual a −0.68. Pertence à classe espectral K5III.